# فیلیپ دائومن
فیلیپ دائومن، (به انگلیسی: Philippe Dauman) (زاده ۱ مارس ۱۹۵۴) کارآفرین، بازرگان و مدیر ارشد اجرایی آمریکایی است، که در حال حاضر به‌عنوان مدیر عامل اجرایی شرکت ویاکوم فعالیت می‌کند.